# Kurukshetra (distrikt)
Kurukshetra (bengali: কুরুক্ষেত্র, gujarati: કુરુક્ષેત્ર, hindi: कुरुक्षेत्र, malayalam: കുരുക്ഷേത്രം, sanskrit: कुरुक्षेत्रम्, tamil: குருச்சேத்திரம், teluga: కురుక్షేత్రం) är ett distrikt i Indien.   Det ligger i delstaten Haryana, i den norra delen av landet, 160 km norr om huvudstaden New Delhi. Antalet invånare är 964 655.
Följande samhällen finns i Kurukshetra:
- Thanesar
- Shāhābād
- Pehowa
- Lādwa